# الطريق إلى زمش (كتاب)
الطريق إلى زمش كتاب للكاتب الصحفي محمود السعدني صدر عام 1993 عن دار أخبار اليوم في 216 صفحة. صدرت طبعة ثانية 2010 وطبعة ثالثة 2017 عن دار الشروق. عنوان الكتاب «زمش» هي اختصار (زي ما أنت شايف) وهو تنظيم سري أقيم في غياهب المعتقل وبين جدرانه. أما الطريق الذي قاد إليه والحكاية من بدايتها نعرفها على لسان الكاتب الساخر «محمود السعدني»

## محتوى الكتاب
يحتوي الكتاب 22 فصل وهي:
(1) الطريق إلى «زمش»
(2) سجن المماليك
(3) هابيوس كوربوس
(4) لكن هناك فرق
(5) معتقل الأحلام
(6) عساكر الهجانة
(7) العنبر رقم (4)
(8) فتش عن اليهود
(9) المؤامرة والتفاح
(10) ألفية ابن ماركس
(11) حكايات الصول شاهين
(12) معركة السبارس
(13) مسئول الأمن ياللى
(14) وليمة الخروع
(15) شاهين وأخواته
(16) الرقص على السلالم
(17) الرفيق إعدام
(18) مفتي الديار الشيوعية
(19) والجماهير آه ياني
(20) المأمور والشاعر
(21) المصيلحي أول مرة
(22) أجمل سنوات العمر 

## المقدمة
لأني حمقري (مزيج من الحمار والعبقري) فقد كنت أظن أن كل رجل ضاحك رجل هلّاس.. ولأني حمقري كنت أرفع شعارًا حمقريًّا «أنا أضحك إذن أنا سعيد»، وبعد فترة طويلة من الزمان اكتشفت أن العكس هو الصحيح، واكتشفت أن كل رجل ضاحك رجل بائس، وأنه مقابل كل ضحكة تقرقع على لسانه تقرقع مأساة داخل أحشائه، وأنه مقابل كل ضحكة ترتسم على شفتيه تنحدر دمعة داخل قلبه.. ولكن هناك حزن هلفوت، وهناك أيضًا حزن مقدس.. وصاحب الحزن الهلفوت يحمله على رأسه ويدور به على الناس.. التقطيبة على الجبين، والرعشة في أرنبة الأنف، والدمعة على الخدين.. يالاللي! وهو يدور بها على خلق الله يبيع لهم أحزانه، وهو بعد فترة يكون قد باع رصيده من الأحزان وتخفف، ويفارقه الحزن وتبقى آثاره على الوجه، اكسسوارًا يرتديه الحزين الهلفوت ويسترزق..
لكن الحزن المقدس حزن عظيم، والحزن العظيم نتيجة هموم عظيمة، والهموم العظيمة لا تسكن إلا نفوسًا أعظم.. والنفوس الأعظم تغلق نفسها على همها وتمضي.. وهي تظل إلى آخر لحظة في الحياة تأكل الحزن والحزن يأكل منها، ويمضي الإنسان صاحب الحزن العظيم - ككل شيء في الحياة - يأكل ويؤكل، ولكن مثله لا يذاع له سر، وقد يمضي بسره إلى قبره! ولذلك يقال: ما أسهل أن تبكي وما أصعب أن تضحك.

## شخصيات في المعتقل
أفرد السعدني صفحات كثيرة لوصف العلاقات المختلفة بين أسوار المعتقلات المصرية، وعدم تخليه عن روح الدعابة في التعامل مع الأغلبية منهم، من زملاء معتقل وشخصيات سياسية بارزة، وحراس وعساكر للحصول على دعمهم، حتى المختلفين عنه بل والمعارضين.
«إبراهيم العطار»
فعلا لم يتخلى السعدني عن روح الدعابة بل وقام بتكوين ثنائي منه وزميل معتقل آخر وجاءت السخرية من نصيب معتقل مهندس يدعى "أحمد صادق سعد" وكتب: "كان يرتدي في المعتقل قميصا مفتوحا وشورتا، ويقضي نهاره كله يدور ويلف حول نفسه، بينما السيجارة تتدلى من بين شفتيه، ونادرا ما كان يتبادل الحديث مع أحد، ولكني لاحظت أنه كانت تبدو عليه السعادة إذا تبادل حديثا باللغة الفرنسية. وذات صباح خطر للعبد لله أن يمزح معه، فقلت له.. بونجور.. واذا به يلتفت للعبد لله وهات يارطن بالفرنساوي. وعندما اكتشف أني لا أعرف الفرنسية غضب غضبا شديدا. والسبب أنني أثناء انهماكه في الحديث بالفرنسية كنت أهز رأسي وأردد كلمة وي.. وي، لكنه يبدو أنه ألقى على العبد لله سؤالا، فلما أجبته بالعبارة التي أرددها دائما (وي) أدرك أنني أعرف في الفرنساوي ما تعرف خالتي بهانة في اللغة اليابانية. وعندما ضحكت، ازداد غضبه، فتدخل «إبراهيم العطار» وحاول إصلاح ما أفسده الدهر، ولكن ناله من أحمد صادق سعد ما نالني من قبل. وكان إبراهيم العطار من الشيوعيين القدماء"، وكان إبراهيم العطار هو الطرف الثاني في الثنائي المرح" واستطرد السعدني يقول عن إبراهيم العطار: "اتهم مع بعض زملائه باعتناق المبادئ  (الهدامة) ولكن التحقيق معهم لم يثبت شيئا ضدهم، فاكتفوا بنقلهم إلى الواحات وكان رجلا خفيف الدم مرحا وعطوفا وطيب القلب، ولذلك توثقت الصلة بيني وبينه من أول لحظة اجتمعنا فيها داخل معتقل الواحات، وتطورت علاقتنا إلى صداقة حقيقية عندما تحالفنا معا ضد صادق سعد، ورحنا نلاحقه في الحوش بالنكت، ولكن صادق سعد لم يكلف نفسه مرة واحدة بالرد علينا، أو حتى مجرد الاهتمام بأمرنا. لكن بعد أسبوع من بداية حملتنا ضده، تشرفت زنزانتنا بزيارة زميل جاء يقضي الليل معنا، وتصور أنه جاء لقضاء سهرة مع أصدقائه ولكنه أفصح عن سر الزيارة في منتصف الليل، عندما نظر للعبد لله وقال وعلى وجهه تعبير كبار المسئولين الذين يحملون على أكتافهم هموم البشر: اسمع يا سعدني.. أنت وإبراهيم العطار بتنكتو على صادق سعد.. وعاوز أقولك ان الشيوعيين لما دخلوا شانجهاي شنقوا اللي زيك أنت وإبراهيم العطار. وقلت للزميل المتحمس.. على كل حال لما تخشوا القاهرة يبقى يحلها ربنا. وهذا الزميل المتحمس تعمدت عدم ذكر اسمه لأنه انتقل إلى رحمة الله، ولأنه بعد ستة أشهر من هذا الإنذار الذي وجهه للعبد لله، حمل متاعه القليل وجاء إلى زنزانتي، وصار واحدا من زعماء "زمش".. الذي سيأتي ذكره بالتفصيل فيما بعد."
يقول السعدني أن المعتقلين قاموا بعمل تنظيم داخل المعتقل لضمان حياة أفضل فكتب: «وعقدنا اجتماع قمة حضره إبراهيم العطار وأحمد شوقي عبد الهادي وعبد الموجود إبراهيم أبو زيد وهو من عمال السكة الحديد، ومحمد عبد الواحد وهو رئيس نقابة عمالية كبرى.. والعبد لله. كان الهدف من الاجتماع أن يكون لنا تنظيم خاص وبعيدا ومختلفا عن التنظيمات الشيوعية، صحيح أننا شيوعيون أمام الدولة، ولكننا في واقع الأمر لا علاقة لنا بالتنظيمات على الإطلاق. ولكن كيف؟ هذا هو السؤال. كان من رأي إبراهيم العطار أن انضمامنا لأي تنظيم، حتى ولو كان تنظيما فكاهيا، سيجذب انتباه الأجهزة الحكومية، وقد تكون له عواقب وخيمة، ولكن كان لابد لنا من حل المشكلة، ولذلك قررنا أن يفكر كل منا في حل يحقق لنا الهدفين معا.. التنظيم وعدم استفزاز الحكومة. وقضينا أسبوعا في الشتات. كان تنظيم» زمش«هو الحل لمواجهة حالة عدم الانتماء التي أوقعتنا في ورطة داخل سجن الواحات. كان اسم تنظيمنا الذي اهتديت إليه هو على وجه التحديد (زي ما أنت شايف) وأخذت الحروف الأولى من الكلمات الثلاث (ز. م. ش). وتولى العبد لله منصب سكرتير عام» زمش«. يعني رأسي برأس خروشوف على طول، وتولى إبراهيم العطار رئاسة المكتب السياسي، وتولى أحمد شوقي عبد الهادي مسئولية الإمداد والتموين. والحق اقول أن مهمتي ومهمة إبراهيم العطار كانت سهلة للغاية، فنحن نصدر البيانات، ونضع التحليل المناسب للحالة السياسية، اما مسئولية أحمد شوقي عبد الهادي فقد كانت صعبة للغاية. فقد كان غذاؤنا يوفره السجن لنا. ولكننا في أول الأمر كنا في حاجة إلى شاي ناشف وسكر كميات من الوقود لزوم إنضاج الشاي في الزنزانة، وقد نجح مسئول التموين في تدبير هذه المواد، بعلاقاته ببعض الشاوشية المشرفين على الكانتين وبأحد الزملاء الذين يعملون في الورشة.» تأكيداً للعلاقات الطيبة التي قد تنشأ في المعتقلات ذكر السعدني الاهتمام المتبادل بينه وبين إبراهيم العطار وكتب عن لحظة إصدار أمر الإفراج عنه قائلاً: «كان إبراهيم العطار هو أكثر الناس ابتهاجا بما حدث مع انه لم يكن ضمن كشف الإفراج»، وينهي حديثه عن زميله قائلاً: «طفت على أعضاء زمش وودعتهم جميعا فردا فردا ثم أصدرت قرارا بتعيين إبراهيم العطار خلفا للعبد لله لزعامة تنظيم زمش.»
«إسماعيل باشا همت»
"أطلقوا الصفافير في العاشرة صباحاً وأمرونا بالعودة إلى داخل العنابر. وأخذوا في حشدنا داخل الزنازين وإغلاقها، ثم تجولوا داخل السجن لعمل التمام، وقال بعض الخبراء من المعتقلين: إن هذا الإجراء يتم في حالة هروب أحد النزلاء. وقال الأستاذ إبراهيم العطار: لابد أن هناك كشفاً يضم عدداً من أسماء المفرج عنهم، وأفتى أحد الزملاء وإسمه أنور بأن الأوامر وصلت لنقل بعض القيادات إلى القاهرة تمهيداً لمحاكمتهم والحكم عليهم بالإعدام ! ووسط جو التخمينات والتكهنات دخل العنبر أحد المسجونين من الإخوان المسلمين ووقف أمام نافذة الزنزانة وقال بصوت يلونه الأسى والأسف: شدوا حيلكو والبسوا حاجات تقيلة". "لقد حل ضيف السجن سعادة «إسماعيل باشا همت»، وهو ضابط جيش تخلصت منه الثورة وألقت به إلى مصلحة السجون وصار وكيلاً لها، ولكن فشر أن يقبل الباشا أن يكون واحداً من الوكلاء فأسس لنفسه جيشاً داخل المصلحة، وتولى منصب القيادة، وأحاط نفسه بحفنة من المساعدين القدامى الذين سبق لهم الخدمة مع حيدر باشا عندما كان مديراً لمصلحة السجون. وطرق أسماعنا من خلال القضبان وقع أقدام الجند وصدى كعوب بنادقهم وهى تصطدم بالأرض. ثم صاح أحدهم في الجنود: إبعد عن الرأس والبطن واضرب .. ثم فتحوا باب العنبر، وأخذوا في إخراج زنزانة وراء زنزانة، وكان يفصل بين خروج الزنزانة والأخرى حوالى ثلاث دقائق. وخلال هذه الدقائق القصيرة كانت تصل إلينا صيحات المعتقلين تتصاعد في الجو، وكانت كل صرخة تختلف عن الأخرى حسب نوعية الضربة ومكانها، أحيانا تخرج الصيحة مكتومة وأحياناً متحشرجة وأحياناً ممطوطة .. وكان وقع ضرب المعتقلين أشد وطأة علينا ونحن محشورون داخل الزنزانة ننتظر دورنا. وعندما حان الوقت كانت قلوبنا قد أصبحت في كعوبنا، وعندما أصبحنا خارج العنبر، أبصرت صفاً من الجنود، بين كل جندى وآخر مسافة لا تزيد عن متر واحد، وفى يد كل جندى ما تيسر له من سلاح، بندقية، قمشة، فرع شجرة، كرباج سودانى، حزام ينتهي بكتلة نحاس صفراء"، ويواصل قائلاً: "انهال علينا الشوم من كل جانب، وصاح أحد الجنود فينا: إجرى . ولم أدر في أي طريق أجرى ولا في أي إتجاه، كانت الصحراء مترامية أمامى وفسيحة وبلا نهاية وعندما حاولت أن أجرى ناحية اليمين، ردوني إلى اليسار. ولكن العساكر المسلحين بالشوم دفعونى دفعاً للجرى إلى الأمام، ولكن أحذية الشاويشية الغليظة أرغمتني على الارتداد للخلف، ثم جرنى أحدهم من شعري إلى موضع خلف السجن، حيث كانت هناك حفلة ولا كل الحفلات، كانت هناك منصة يجلس عليها الباشا إسماعيل همت وقد وضع على رأسه الكاب الأحمر. وعن يمينه وعن يساره كانت تجلس مجموعة من كبار الضباط، بينما كان المعتقلون الذين سبقونا يسجدون على الأرض عرايا كما ولدتهم أمهاتهم ومؤخراتهم نحو الباشا ورؤوسهم نحو الشرق. وأمرونا أن نخلع ملابسنا ولأن العبد لله استمع لنصيحة الأخ المسلم ولبست كل اللى على الحبل، فقد إستغرقت وقتاً طويلاً في خلع ملابسى .. بينما العساكر كانوا ينهالون ضرباً على أجسامنا بالأكف والعصى والشوم، وعندما إنتهيت من خلع ملابسى أجبرونى على السجود ثم جاء عسكرى حلاق وحلق رأسي زيرو، ثم مر مرور الكرام على حواجبى وزيادة في الفضل لزقني بكفه على قفاى فانبطحت على الأرض. ومر الشاويش (متى) على جموع الساجدين في خشوع ومؤخراتهم في مواجهة الباشا همت، وراح يوزع ضرباته بالشومة على رؤوس وظهور ومؤخرات المعتقلين بوحشية وضراوة، بينما كان الباشا همت يقهقه عالياً، وزيادة في جلب السرور على قلب الباشا، إختاروا بعض المعتقلين وربطوهم على العروسة وجلدوهم بلا رحمة وكان الجلد يتوقف إذا فقد المعتقل وعيه، عندئذ يفكون وثاقه ويرشونه بعدة جرادل من الماء، وبعد أن نال الباشا كفايته من اللذة والسرور، وزعوا علينا بدل السجن. وهي بدل من باب الدلع، بنطلون وقميص من الدمور المصبوغ بالنيلة، واكتشفنا إنها مستعملة وإنها ممزقة لا تستر عورة ولا تحمى من تقلبات الجو، وعدنا عرايا إلى العنبر نحمل هلاهيلنا بين أيدينا.
الضابط «عبد العال سلومة»
"في الصباح الباكر دوت الصفافير في كل ركن من أركان السجن، ودخل حضرة الصول شاهين في يده شومة طولها متر ونصف متر، راح يسوق بها المعتقلين داخل العنبر، كان الوقت شتاء ودرجة الحرارة تحت الصفر، وكنا حفاة وبلا ملابس تقريباً"، ويتابع: "عند البوابة بالضبط جاء الصول شاهين بأوراق معه وطلب من الضابط عبد العال سلومة أن يوقع على دفتر السجن باعتباره المسئول عن المعتقلين خارج البوابة ولكن الضابط سلومة اعتذر، نطق بعبارة جعلت الدم يتجمد في عروق المعتقلين، قال الضابط سلومة وهو يشوح بيده: أنا مش حامضي على أي ورق، هو أنا موعود بالمصايب، تاخدوهم بره تقتلوهم وانا اللى اروح في داهية!؟ رنت كلمة تقتلوهم في أذن المعتقلين كالطبل وهتف واحد خلفي: مؤامرة يا زملا. وتراجع بعض المعتقلين إلى الصفوف الخلفية وحدث هرج ومرج في الصفوف مما دفع الصول شاهين إلى ممارسة هوايته فراح يشوح بالشومة وقلده العساكر، وتعالت الصرخات ولم يخلصنا من هذا الموقف الرهيب إلا المأمور شنيش الذي قال للضابط سلومه: أنت خايف تمضي ليه؟
ورد عليه سلومة قائلا: أنا اتاكلت قبل كده، ومش مستعد اتاكل أونطة تاني.
ووقع على الأوراق المأمور شنيش، وبدأت رحلة الطابور البائس إلى المجهول، وعندما أصبحنا خارج الأسوار، تأكدنا أن هناك مذبحة على وشك الوقوع، كانت عساكر الباشا همت تحيط بنا من كل جانب وفي أيديهم مدافع رشاشة وأصابعهم على الزناد.
وكان الضابط سلومة لايزال يمشي على مقربة من الطابور وهو ينفخ من شدة القلق والغيظ، لقد مر بمأساة سابقة كلفته تجميده في رتبته عدة سنوات، وحتى المأمور كان من دفعته ولكنه سبقه بعد هذه المأساة. وأصل الحكاية أنه كان مسئولا عن عنبر للإخوان المسلمين في سجن طره، ثم حدث تمرد من جانب الإخوان، فصدر الأمر بإطلاق النار عليهم بعد أن احتجزوا معهم بعض الضباط وهددوا بالإنتقام منهم. وقيل أن الذي أصدر الأمر بإطلاق النار هو أركان حرب وزارة الداخلية صلاح الدسوقي الذي كان محافظا للقاهرة يوما ما. ولكن السيد أركان الحرب أنكر في التحقيق أنه أصدر أمرا باطلاق النار. وانحصرت المسئولية في الضابط سلومة. وكانت النتيجة أنه تراجع إلي الخلف مائة خطوة، بينما سبقه بقية الزملاء عدة خطوات إلى الأمام.
بعد أن قطعنا عدة كيلومترات داخل الصحراء، صدر الأمر للطابور بالتوقف. ألقيت نظرة على المكان وأدركت أنه المسرح الذي أعدوه لارتكاب المأساة.
كتب السعدني أن الموضوع كان محصوراً في الحفر وتعبئة الرمال، ولكن أثناء العمل الشاق كتب: «الضرب على ودنه من أول اللزق على القفا إلى الضرب بكعب البندقية على الضلوع. ولكن ما باليد حيلة، والحياة قسمة ونصيب. كما أنها حظوظ ومزاجات. وعندما انتصف النهار مر موكب الباشا همت من بعيد، وقهقه عاليا وهو يلقي نظرة على الحمالة وهم يملأون الغلقان وعلى الجمالة وهم يذهبون بها إلى مكان بعيد. وثلاثة أيام وعنيك ما تشوف إلا النور، الصول شاهين نازل ضرب في المعتقلين عمال على بطال، والشاويش الممرض وقف على أهبة الإستعداد لتضميد الجروح وتجبير العظام، وقلت لنفسي: إنها النهاية لامحالة وسنموت كلنا حتما وسندفن في رمال الواحات. ولكن لأن الحياة لا يثبت فيها شيء على حال فقد حدث بعد ثلاثة أيام ما هو أعجب من العجب وأغرب من الخيال.»
«محمود الصيفي»
يشرح السعدني وجود تخصصات بين فرق التعذيب، وضرب المثل بالعسكري «محمود الصيفي» وكتب: «كان مأمور السجن يرسل دائما في طلب محمود الصيفي إذا أراد تأديب أحد كبار المشاغبين من المساجين. وكان محمود الصيفي ينقي العصى والشوم بعد تدقيق طويل وكان يقرب العصى من انفه ويشمها ويختبرها بأصابعه ويقبض عليها بيده ويهزها في الهواء ثم يعيدها إلى مكانها ويختبر آخر حتى يعثر على العصى المنشودة.» يفسر السعدني سبب أهمية محمود الصيفي ويكتب عن مسجون إسكندراني قوي البنية وكيف تم التعامل معه: «شاهدت محمود الصيفي يضرب المسجون الإسكندراني بالشومة على كعوب قدميه، وبعد خمس ضربات فقد النطق وبعد إنتهاء الضرب فقد الرشد وسحلوه من رجليه إلى زنزانة التأديب. وقضى الفتوة الإسكندراني شهرا بعد العلقة يزحف على ركبته. وعندما رأيته واقفا على قدميه لم يكن هو نفس الشخص الذي كنت أعرفه من قبل.»
الدكتور «لويس عوض»
«حدث ذات يوم جمعة، وهو يوم أجازة في المعتقل، أن اقتحم العنبر الذي يقيم فيه لويس عوض أحد الحراس العواجيز، وبعد أن ألقى نظرة فاحصة على المعتقلين. قال: أنا عاوز واحد متعلم ونبيه ورد لويس عوض على الفور.. أنا! وقال له الشاويش العجوز وهو يخرج من العنبر.. تعالى ورايا.. وخرج الاثنين معا، الشاويش في المقدمة ولويس عوض يمشي وراءه.. وتعلق المعتقلون بنوافذ العنبر. توغل الشاويش في حوش السجن ومن خلفه لويس عوض حتى وصلا إلى نهاية الحوش تقريبا، وانحنى الشاويش على الأرض ونزع غطاء البكابورت، وكان طافحا بشكل ظهر واضحا للمعتقلين الذين كانوا يختلسون النظر عبر النوافذ، ونظر الشاويش للدكتور لويس عوض باعتباره ولدا نبيها ومتعلما.. وطلب منه تسليك البكابورت الطافح! وبالفعل شمر لويس عوض عن سواعده وقام بتسليك البكابورت على أكمل وجه، ولكن المسألة التي لفتت نظر العبد لله هي التصدي للمهمة عندما طلب الشاويش واحدا متعلما ونبيها. هل خطر في ذهن لويس عوض أنهم كانوا يبحثون عن واحد (متعلم ونبيه) لتسليك البكابورت؟ أم أنه تصور عندما سمع الشروط المطلوبة (متعلم ونبيه) إنهم يريدونه لمشكلة عويصة في الجامعة العربية، لدراسة مشروع جديد في وزارة الثقافة؟ انها اهانة لا تغتفر لمثقف مصري عظيم في حجم لويس عوض. ولكن المضحك في الموضوع أنها لم تكن مقصودة، فلم تتعمد الحكومة اختيار لويس عوض، لهذه المهمة، ولم يكن اختياره نتيجة تدبير من مأمور السجن أو أحد ضباطه، حتى الشاويش كان بريئا من مؤامرة التدبير، لقد سأل الشاويش سؤالا لم يوجهه إلى أحد بالذات، وتطوع لويس عوض بترشيح نفسه للمهمة، باعتباره متعلما ونبيها، فمن نلوم على موقف مثل هذا قام فيه لويس عوض أحد كبار المثقفين في عصرنا بتسليك البكابورت باعتباره متعلما ونبيها! انها مسألة تجعلنا نتساءل عن العلاقة بين البكابورتات والتعليم.»

## خاتمة
ولكن يبقى من التجربة المرة عشرات من هذه النماذج الرفيعة والمواهب العظيمة التي ذكرنا بعضها من قبل، ويبقى أيضاً أن الغالبية العظمى منهم يغفر لهم أنهم من أصحاب النوايا الحسنة والهمة العالية وأنهم تعرضوا للتعذيب وللتشرد وليس من أجل مصلحة شخصية ولكن من أجل ما تصوروا أنه لمصلحة مصر وكانت الغالبية العظمى من هؤلاء الشرفاء والقلة فيهم من الأغبياء أصحاب النظرة القصيرة والحقد على كل موهبة. وعلى كل حال، بقدر العذاب الذي عانيناه في السجن مع الشيوعيين فإن الفائدة التي خرجنا بها كانت بقدر المعاناة وهي فترة بالرغم من كل شيء أفخر وأعتز بها. ولو عادت الأيام من جديد، لتمنيت أن أخوضها وكما حدثت من قبل .. بالتمام والكمال ..والحقيقة أن الفترة التي قضيتها معهم قد أثرت تجربتي وأضافت إلى ثقافتي، كما أنها أنضجتني كسياسي وجعلتني أعمق فهماً وأشد صبراً وأطول نفساً مما كنت عليه باختصار خرجت من سجن الواحات سعدني آخر غير الذي كان.

## نقد وتعليقات
كتب أحمد الليثي على موقع مصراوي في 11 فبراير 2016: "يشرح السعدني ويشرّح نفسية السجين، طموحاته البسيطة، وأحلامه البدائية، كيف يحوله السجن والحيطان الضيقة إلى طفل صغير، يروي عن ذلك اليوم الذي وضع فيه اسمه على قوائم المحقق معهم "بقدر الحزن الذي انتابني لأنني سأقف أمام النيابة يقدر الفرح الذي شعرت به، لأني سأخرج من بوابة السجن وسأشاهد الشارع"، ويتابع الكاتب: "لم يفت الكاتب الكبير أن يعرج على حياة المعتقلات أيام الملك، وهو يعرض شهادة شنودة، صديق السجن: كان بين المعتقلين أثرياء يهود، وكانوا يتولون الإنفاق على جميع المعتقلين، وكانت السلطة تعاملهم باحترام، كان الإفطار يصل إلى المعتقل من جروبي، والغداء يأتي من الدهان، وكانت السجاير كنت وكرافن.. ويحكي شنودة كيف بكى بحرقة كما لم يبك من قبل، وهو يستقل القطار المتجه إلى الإسكندرية.. لقد خرج من جنة المعتقل إلى زحام الناس ومتاعب المهنة ومشاكل الأسرة"، وينهي الكاتب مقاله بمتابعة حالة السعدني بعد السجن: "خرج السعدني من السجن وهو لا يعرف لماذا دخل، لكن الأحوال قد تبدلت، والده صار طريح الفراش بعد انفجار في المخ، تركه مخلوقًا بين الحياة والموت دون كلمة ينبس بها، وغادرت زوجته شقتهما لضيق اليد بعد سجنه بثلاثة أشهر، وأصيبت طفلته هالة بالسل، ولزم علاجها ألف جنيه، فكتب مقالا في روزا اليوسف تحت عنوان "عبقري للبيع"، جاء فيه: البضاعة حاضرة والتسليم على الفور، أنا أستطيع أن أرقص وأغني وأطبخ أيضًا وأكتب أحيانًا واتشقلب وأعمل عجين الفلاحة مقابل ألف جنيه."
كتب موقع موسوعتي: «رائعة من روائع الكاتب الساخر محمود السعدنى الشقيق الأكبر للفنان صلاح السعدنى تدور أحداث القصة في فترة ما بعد الثورة وتحديداً تلك الفترة التي اتحدت فيها مصر وسوريا فيما يعرف بالجمهورية المتحدة .. وأثناء الصراع المشتعل بين بغداد والقاهرة وقتها . تبدأ القصة بمحاولة جمال عبد الناصر بتصفية الحركة الشيوعية في مصر انتقاماً من تسلطهم في الخارج على الثورة ورجالها ... فتبدأ حركة الاعتقالات العشوائية لمجموعة كبيرة من الكتاب والفنانين وأساتذة الجامعات وبسطاء الناس للزج بهم في أسوأ سجون مصر وأفظعها.»
كتب أيمن الجندي على موقع صحيفة المصري اليوم في 12 يونيو 2021: «الكتاب ينتمي إلى الكوميديا السوداء!، مؤلم بقدر ما هو ممتع!، أما الألم فهو أخذ الناس بالشبهة والظروف اللا آدمية - خارج كل قانون- التي صاحبت سجنه. لم يكن السعدنى شيوعيّا ولكنه كان يجالس الشيوعيين، ثم جرت مجموعة من المصادفات غير السعيدة جعلت الأمن يعتقده من غلاة الشيوعيين. أما مشاهد الضرب والسحل والقهر وإهدار الكرامة التي تعرض لها هؤلاء المساجين فيندى لها الجبين»، ويتابع الكاتب: «الكتاب فكاهي جدا، مليء بالمواقف المضحكة من نوع الكوميديا السوداء!، ويرسم لنا ملامح حراس السجن وكيف أنهم في النهاية مجبرون على تنفيذ الأوامر بالضرب والسحل!، لكن بمجرد أن يذهب المسؤول تهدأ الأمور!.. في النهاية نحن بشر، وإن كنا نسئ كثيرا إلى بعضنا البعض.»
كتب سعيد الشحات على موقع اليوم السابع في 4 مايو 2018: "روى في كتابه "الطريق إلى زمش" تجربة سجنه في عهد عبد الناصر، ومع ذلك أحب عبد الناصر بلا حدود، ويعبر عن ذلك: "مصر أيام عبد الناصر لم تكن هي الرئيس ونوابه ومدير المخابرات وأجهزة الاتحاد الاشتراكى، ولكنها كانت العمال والفلاحين والرأسمالية الوطنية والجنود والمثقفين."
كتب محمد أبو الغيط على موقع العربي الجديد في 6 فبراير 2021: «تنتهي أحداث الكتاب في 1964، فلا تظهر فيه مفارقة أن السعدني نفسه عاد إلى الاجتماع مع كوادر الحزب الشيوعي، لكن هذه المرة داخل التنظيم الطليعي الناصري. إذن، تبنّى الحزب مراجعات بعد قرارات التأميم، وبعد تقارب جمال عبد الناصر مع الاتحاد السوفييتي، ما انتهى إلى حلّ نفسه، وانضم أغلب أعضاؤه للاتحاد الاشتراكي والتنظيم الطليعي، وهو الذي انضم له السعدني الذي يحسب له أنه كان مقتنعا بما فعل، وأدّى ثباته الناصري إلى اعتقاله على يد أنور السادات مرة أخرى، ثم تعرّض لمرحلة نفي قاسية. من المهم أن يعرف ممارسو السياسة مكانهم في حلقات التراكم التاريخي، وأن يحاولوا طرح سؤال: أين نحن وإلى أين نذهب؟ لعل تاريخ» زمش«لا يعيد نفسه.»
كتب محمد سعد عبد الحافظ على موقع أصوات أونلاين في 31 أكتوبر 2018: "عن رحلته داخل سجون مصر، قال: "بعد أن ترددت على جميع السجون الحربية منها والمدنية، وبعد أن ذقت جميع أنواع الصفعات والشلاليت، ومارست الأشغال الشاقة في صحراء الواحات، أستطيع أن أقول وأنا مرتاح الضمير أن السجن ليس رادعًا وليس وسيلة للعقاب، لقد اخترع الإنسان السجن ليقضي على الجريمة، ولكن ها هو السجن قائم، والجريمة موجودة، يسيران جنبًا إلى جنب ولا يلتقيان، كأنهما شريطا سكة حديد يكملان بعضهما ولا يتعارضان، وأعتقد أن الإنسان لابد أن يسعى لاختراع بديل آخر إذا أراد أن يقضي على المجرمين والإجرام."
كتب حمدين حجاج في 19 مايو 2021 على موقع صحيفة الدستور: «في كتاب» الطريق إلى زمش«يرصد الساخر العظيم والكاتب الكبير محمود السعدني تفاصيل رحلة القبض عليه لمدة عامين وإيداعه في المعتقل، وهي التجربة ظل يقول عنها طيلة حياته دخلتها وخرجت منها إنسان غير الإنسان.»
نشر موقع رصيف 22 بتاريخ 4 مايو 2018 مقال بقلم عبد الرحمن عباس تحت عنوان "مارس سخريته في السجون ... دفتر يوميات محمود السعدني داخل معتقلات عبد الناصر" جاء فيها: "حوّل سنوات حبسه إلى مواقف ساخرة رسخت في ذهن مَن عاشروه وكتب هو بعضها. إنه الكاتب المصري الساخر محمود السعدني. "تخيّل أكثر من 150 معتقلاً على أبواب سجن القلعة، الجميع خائفون، يدركون أن الاعتقال لن يكون سهلاً، شواهد الأيام الماضية تدل على ذلك، وفجأة ونحن جالسين القرفصاء تسمع صوتاً عالياً يقول "أنا دلوقتي عرفت سر تمثال الكاتب الجالس القرفصاء عند قدماء المصريين، شكله كان مسجون زينا"، ليضحك هو وبعض الأفراد، وكنت منهم، بل وبعض حراس المعتقل"، ويتابع المقال: "عرفنا أن السعدني كان يحكي للرجل عن البلاد التي زارها ويخترع أسماء دول يتحدث عن نسائها العرايا وأحوالهم، ما ولّد ألفة بينهما، واستطاع بتلك الحكايات أن يحصل على امتيازات مثل زيادة وقت راحته والحصول على سجائر بطرق غير شرعية."
كتبت حنان الشيمي على موقع جريدة النجم في 18 ديسمبر 2021: "كان عمنا محمود السعدني مسجون في سجن الواحات .. وكان الضباط يخلوه يقعد معاهم بدل ما يشقى في الجبل علشان دمة خفيف طبعا وفي يوم من الأيام قام الشاويش "متى" يجري وراه وهو بيقول .. والمسيح لأكسر لك رأسك. وبعد ما حل المساجين الموضوع، اتضح ان سبب الخلاف هذا الحوار اللي دار بين الشاويش متى وعمنا محمود السعدني:
السعدني حب يعرف ليه الشاويش زعلان ومهموم بعد عودته من الأجازة
الشاويش: اصل الواد ابني اخد الإعدادية
السعدني: طيب ودي حاجة تزعل يا حضرة الصول ؟ دا ابنك يبقى عبقري
الشاويش: اصل اللي مضايقني يا سعدني ان الواد عايز يكمل تعليمه والحال زي ما أنت عارف ع القد
السعدني: يا راجل واحد عبقري زي ابنك لازم يكمل تعليمه وأهو التعليم مجاني وربنا يساعدك لحد ما يأخد التوجيهية
الشاويش: طيب وبعد الثانوية يا سعدني يروح فين ؟
السعدني: يروح الجامعة يا حضرة الصول
الشاويش: جامعة ايه أنت الآخر .. هو انا معايا فلوس ! دا أنا بستلف على ماهيتي مرتين علشان امشي حالي .. تقوللي يروح الجامعة !؟
السعدني: طبعاً يروح الجامعة واد عبقري زي ده لازم يروح الجامعة ويخش كلية طب أو هندسة أو حتى حقوق أو آداب ويبقى مثقف
الشاويش: مثقف ! يا فرحتي .. طب وبعد كده !؟
السعدني: يجي معانا هنا يا شاويش ! (السجن) ههههههههههه
وأشار السعدني للمساجين وقال: أهم كل اللي أنت شايفهم دول جم هنا علشان مثقفين.
نشرت دار «منشورات إبييدي» في 2022 كتاب للكاتب إبراهيم عبد المجيد تحت عنوان «استراحة بين الكتب (كل هذا الحضور .. كل هذا الغياب)» جاء فيه: «الحقيقة من الصعب أن أنسى متعتي بكتبه، لكن أعني هنا كتابه» الطريق إلى زمش«. هو ضحك ولكن أشبه بالبكاء فكما كان للشيوعيين تنظيمات تختصر في كل كلمة مثل» الحركة الديمقراطية للتحرر الوطني – حدتو«جعل من» زمش«اختصاراً لتنظيم وهمي يدل على من لا علاقة لهم بالشيوعية أو الإخوان واعتقلوا ظلماً في عهد عبد الناصر. الجملة هي» زي ما أنت شايف«واختصارها» زمش"."زمش" أيضا اختصار لإجابة على اتهام المثقفين وغيرهم بالشيوعية وبالانتماء إلى أحزاب سرية، هؤلاء الذين لا علاقة لي بشيء. السعدني حين قبض عليه مع القبضة الكبرى التي بدأت في مستهل عام 1959 للشيوعيين لم يكن منتمياً إلى أي حزب سري. كان زي ما أنت شايف! صحفي وأديب له كتب وهناك مسلسلات إذاعية عن كتابه الولد الشقي لم يكن ضد ثورة يوليو. هناك كتب كثيرة أرخت للقبض على الشيوعيين لطاهر عبد الحكيم  مثلاً وفتحي عبد الفتاح  وعبد العظيم أنيس  لكن كتاب السعدني كان أخفهم ظلاً رغم البؤس المحيط بالجميع. لقد سخر فيه أيضاً من بعض الشيوعيين، ليس لأفكارهم، ولكن لتفاؤلهم. لم يقم بتجريح أفكارهم لكن كانت دهشته من الاستمرار في الأمل رغم فقد أجمل أيام العمر."

## وصلات خارجية
https://www.goodreads.com/book/show/28394420 الطريق إلى زمش (كتاب)
https://books-library.net/free-68625169-download الطريق إلى زمش (كتاب)
https://www.youtube.com/watch?v=Xzxe1A0nqgQ الطريق إلى زمش (كتاب)